# Att påbjuda det goda och förbjuda det onda
Att påbjuda det goda och förbjuda det onda (arabiska: الأمر بالمَعْرُوف و النَهي عن المُنْكَر, translittererat al-amr bi'l ma'ruf wa al-nahy ʿan al-munkar) är två viktiga koncept i islam och går att finna i Koranen, se bland annat vers 3:104. De är två av trons grenar i den shiitiska skolan.